# Breakdown (canção de Tom Petty and the Heartbreakers)
Breakdown é o primeiro single do álbum de estréia auto-intitulado de Tom Petty and the Heartbreakers. Tornou-se um hit Top 40 nos Estados Unidos e Canadá.
Tocada ao vivo, Petty às vezes incorporava "Breakdown" com "Hit the Road Jack", de Ray Charles. Uma gravação ao vivo dessa variação aparece no The Live Anthology. 

## Aparições em álbuns
- Tom Petty and the Heartbreakers (1976)
- FM (1978)
- Pack Up the Plantation: Live! (1985)
- Greatest Hits (1993)
- Playback (1995)
- Anthology: Through the Years (2000)
- Mojo Tour 2010 (2010)

## Versão Grace Jones
A cantora jamaicana Grace Jones gravou um reggae re-imaginando a música em seu álbum de 1980, Warm Leatherette. Petty escreveu um terceiro verso da música especificamente para Jones gravar; "Tudo bem se você for / eu entenderei se não / você se despedir agora / ainda vou sobreviver de alguma forma / por que devemos deixar isso se arrastar?" A música foi editada da versão completa do álbum, às 5:30, para uma faixa de 3 minutos no lançamento único. Foi lançado como single apenas nos EUA em julho de 1980, mas não alcançou as paradas. 

## Outras versões da canção
- "Breakdown" foi gravada por Suzi Quatro em seu álbum If You Knew Suzi ... (1978).
- The Replacements em seu álbum ao vivo de 1985, The Shit Hits the Fans.
- Uma versão acústica ao vivo de "Breakdown" apareceu no EP More More This This 2009 de Missy Higgins, com Brett Dennen.[3]
- Flaw fez uma cover ao vivo de "Breakdown" enquanto estava em turnê em 2010.[4]
- A música foi tocada ao vivo por Foo Fighters durante a Wasting Light World Tour 2011.
- Christina Perri tocou essa música em sua turnê Lovestrong 2011-2012.
- Austin Allsup executou essa música na 11ª temporada de The Voice.
- Gary Allan canta isso regularmente em concerto.
- Em 2017, Lydia Lunch & Cypress Grove cobriram a música em seu álbum Under The Covers.[5]